# Arnold Cruz
Arnold Javier Cruz Argueta (né le 22 décembre 1970 à El Progreso au Honduras) est un footballeur international hondurien, qui évoluait au poste de défenseur, avant de devenir entraîneur.

## Biographie

### Carrière de joueur

#### Carrière en sélection
Avec l'équipe du Honduras, il joue 50 matchs (pour 3 buts inscrits) entre 1991 et 2003. 
Il figure notamment dans le groupe des sélectionnés lors des Gold Cup de 1991, de 1996 et de 1998. Son équipe atteint la finale de la Gold Cup en 1991, en se faisant battre par les États-Unis lors de l'ultime match.
Il joue également 18 matchs comptant pour les éliminatoires des Coupes du monde 1994, 1998 et 2002.

## Palmarès

### Palmarès en club
Honduras
- Gold Cup :
  - Finaliste : 1991

### Palmarès en sélection
| CD Olimpia - Championnat du Honduras (5) : - Champion : 1992-93, 1999 (Clôture), 2000 (Ouverture), 2005 (Ouverture) et 2006 (Clôture). |  | D.C. United - Major League Soccer (1) : - Champion : 1997. |